# Lake Oswego pályaudvar
A Lake Oswego pályaudvar a TriMet átszállópontja az Amerikai Egyesült Államok Oregon államának Lake Oswego városában.

## Autóbuszok
- 35 – MacAdam/Greeley (N Portsmouth & Willamette◄►Oregon City pályaudvar)
- 36 – South Shore (SW 5th & Alder◄►Tualatin Park & Ride)
- 37 – Lake Grove (►Tualatin Park & Ride)
- 78 – Denney/Kerr Pkwy (►Beaverton pályaudvar)

2002-ben a gyalogos közlekedés könnyítése érdekében a pályaudvar átépítését tervezték. Ekkor forgalma napi 595 fel- és 505 leszálló utas volt. A 2000-es években az alacsony utasszámok miatt a 36-os és 37-es buszok megszüntetését tervezték.

## Fordítás
- Ez a szócikk részben vagy egészben  a   Lake Oswego Transit Center című angol Wikipédia-szócikk ezen változatának fordításán alapul.  Az eredeti cikk szerkesztőit annak laptörténete sorolja fel. Ez a jelzés csupán a megfogalmazás eredetét és a szerzői jogokat jelzi, nem szolgál a cikkben szereplő információk forrásmegjelöléseként.